# Enrique Bravo Hildebrandt
Enrique Arturo Bravo Hildebrandt (Chuquicamata, Antofagasta, 21 de mayo de 1964) es un director de televisión chileno.

## Carrera
Nació el 21 de mayo de 1964 en Chuquicamata. Cursó estudios de Dirección y Producción de Televisión en el Instituto Profesional de Ciencias y Artes (INCA-CEA). 
Inició su trayectoria profesional en 1990 como asistente de dirección en el Área Dramática de Televisión Nacional de Chile (TVN). A partir de 1993, se integró al equipo de dirección liderado por María Eugenia Rencoret, desempeñándose en primera instancia como asistente. En el año 2000 fue promovido a director de segunda unidad, y en 2004 asumió el cargo de director. En 2006, fue convocado por Verónica Saquel para incorporarse al Área Dramática de Canal 13. En 2015 fue cesado de sus funciones. En 2016 firmó con Mega. En 2019, Bravo obtuvo la dirección general de 100 días para enamorarse.

## Filmografía
| Año  | Título                   | Cargo                 | Medio               |
| ---- | ------------------------ | --------------------- | ------------------- |
| 1990 | El milagro de vivir      | Coordinador de piso   | Televisión Nacional |
| 1991 | Volver a empezar         | Coordinador de piso   | Televisión Nacional |
| 1992 | Trampas y caretas        | Coordinador de piso   | Televisión Nacional |
| 1993 | Jaque mate               | Coordinador de piso   | Televisión Nacional |
| 1993 | Ámame                    | Asistente de director | Televisión Nacional |
| 1994 | Rojo y miel              | Asistente de director | Televisión Nacional |
| 1995 | Juegos de fuego          | Asistente de director | Televisión Nacional |
| 1996 | Loca piel                | Asistente de director | Televisión Nacional |
| 1997 | Tic tac                  | Asistente de director | Televisión Nacional |
| 1998 | Borrón y cuenta nueva    | Asistente de director | Televisión Nacional |
| 1999 | Aquelarre                | Asistente de director | Televisión Nacional |
| 2000 | Santo ladrón             | Director de 2° unidad | Televisión Nacional |
| 2001 | Amores de mercado        | Director de 2° unidad | Televisión Nacional |
| 2002 | Purasangre               | Director de 2° unidad | Televisión Nacional |
| 2003 | Pecadores                | Director de 2° unidad | Televisión Nacional |
| 2004 | Destinos cruzados        | Director              | Televisión Nacional |
| 2005 | Amor en tiempo récord    | Director              | Televisión Nacional |
| 2007 | Papi Ricky               | Director              | Canal 13            |
| 2008 | Don Amor                 | Director              | Canal 13            |
| 2009 | Cuenta conmigo           | Director              | Canal 13            |
| 2010 | Feroz                    | Director              | Canal 13            |
| 2010 | Primera dama             | Director              | Canal 13            |
| 2012 | Soltera otra vez         | Director              | Canal 13            |
| 2013 | Las Vegas                | Director              | Canal 13            |
| 2013 | Soltera otra vez 2       | Director              | Canal 13            |
| 2014 | Valió la pena            | Director general      | Canal 13            |
| 2016 | Pobre gallo              | Director              | Mega                |
| 2016 | Ámbar                    | Director              | Mega                |
| 2017 | Tranquilo papá           | Director              | Mega                |
| 2018 | Si yo fuera rico         | Director              | Mega                |
| 2018 | Isla Paraíso             | Director              | Mega                |
| 2019 | 100 días para enamorarse | Director general      | Mega                |